# Helius amplus
Helius amplus är en tvåvingeart som beskrevs av Edwards 1933. Helius amplus ingår i släktet Helius och familjen småharkrankar. Inga underarter finns listade i Catalogue of Life.